# Verticordia endlicheriana
Verticordia endlicheriana är en myrtenväxtart som beskrevs av Johannes Conrad Schauer. Verticordia endlicheriana ingår i släktet Verticordia och familjen myrtenväxter.

## Underarter
Arten delas in i följande underarter:
- V. e. angustifolia
- V. e. compacta
- V. e. endlicheriana
- V. e. major
- V. e. manicula